# Josep Maria Camarasa i Castillo
Josep Maria Camarasa i Castillo (Barcelona, Barcelonès, 1946) és un biòleg i historiador de la ciència català.

## Trajectòria
Es formà i doctorà en biologia per la Universitat de Barcelona i més endavant es diplomà en ecologia vegetal a la Université des Sciences et Techniques du Languedoc de Montpeller. És membre de diferents societats científiques catalanes i internacionals, entre les quals destaca la Society for the History of Natural History, la Institució Catalana d'Història Natural, la Societat Catalana de Biologia, de la qual ha estat secretari general entre 1979 i 1981. També és membre i soci fundador el 1977 de la Societat Catalana d'Ordenació del Territori. A més, ha estat fundador i primer secretari entre 1991 i 1993 de la Societat Catalana d'Història de la Ciència i de la Tècnica. És membre del Grup de Treball d'Història de la Ciència de l'Institut d'Estudis Catalans (IEC) i ha estat consultor del programa "Ecoteca Mediterranea" de la UNESCO. És autor de diverses obres i articles sobre científics.

## Publicacions
- Elements per a una historia de la botanica i els botanics dels països catalans (1989)[1][3]
- Ramon Turró, un modernista al laboratori (1997)[1]
- Cent anys de passió per la natura. Una història de la Institució Catalana d'Història Natural, 1899-1999 (2000)[1]
- Els Nostres naturalistes (2007)[3][4]